# Дідова Гора
Ді́дова Гора́, Дідогора (чеськ. Dědahora) — село в Україні, у Крупецькій сільській громаді Шепетівського району Хмельницької області. Населення становить 80 осіб.

## Географія
Село розташоване на заході Славутського району, на відстані 12 км від автошляху Н25 та 25 км від міста Славута.
Сусідні населені пункти:

## Історія
У 1906 році село Сіянецької волості Острозького повіту Волинської губернії. Відстань від повітового міста 16 верст, від волості 10. Дворів 26, мешканців 113.
Село виникло в середині 19 століття, коли ці землі викупили чеські переселенці. За переписом 1925 року у селі проживало 280 осіб, 272 з яких були чехами. Серед них були, як православні, так і католики.
7 (20) листопада 1917 року, відповідно до Третього Універсалу Української Центральної Ради, увійшло до складу Української Народної Республіки.

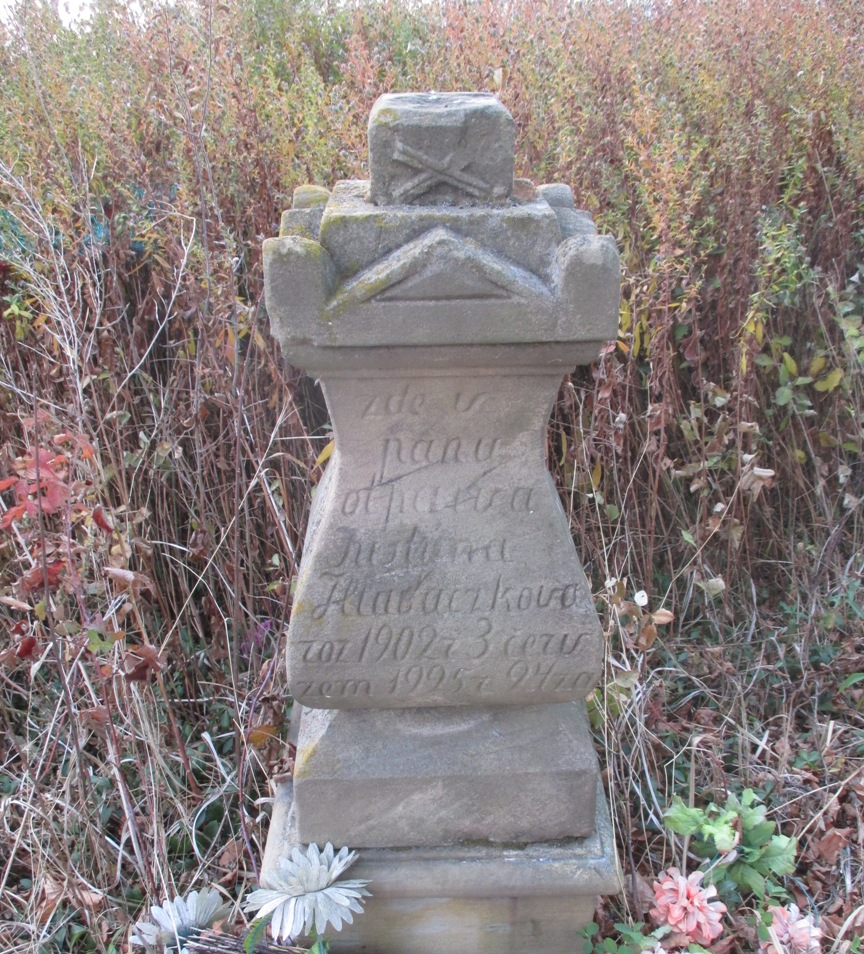
Надгробник на чеському кладовищі

10 березня 1925 року у селі створена Чеська сільська рада, до якої увійшли також німецько-чеське село Мощанівка, а також теж населене чехами село Нижні Головлі.
У Дідовій Горі чехи створили фахове кооперативне товариство «Господар» по вирощуванню хмелю, яке стало одним із центрів пивоваріння в Радянській Україні.
Чехи були виселені з села наприкінці 1940-х років.
У селі досі існують на цвинтарі чеські поховання, таке ж старе чеське кладовище у селі Нижні Головлі.
У лютому 1950 року в результаті бою в районі Дідової Гори між оперативною групою КДБ та бійцями УПА загинув один з провідників ОУН — Рябунець Сидір Іванович-«Грач», що в 1947-48 роках очолював районний провід ОУН в Васильківському районі Київської області.
У 1994—1996 роках землі Дідової Гори увійшли до підсобного господарства ХАЕС. У 2000 році селяни вирішили повернути право власності на землю, і в 2003 році Господарський суд Хмельницької області задовольнив їх позов.
У 1997 році від Дідової Гори провели дорогу з твердим покриттям до Лисичого. Сьогодні майже всі селянські села обробляються фірмами «Інсеко» та «Грін ленд — Славута».
Станом на 1 січня 2011 року у Дідовій Горі проживали 54 жителі у 34 дворогосподарствах, із них пенсіонерів — 45, дітей шкільного віку — 2, дошкільного — 1, працездатних — 6.

## Населення
Згідно з переписом УРСР 1989 року чисельність наявного населення села становила 102 особи, з яких 45 чоловіків та 57 жінок.
За переписом населення України 2001 року в селі мешкало 80 осіб. 100 % населення вказало своєю рідною мовою українську мову.
За переписом населенням України в 2011 році в селі мешкало 54 людини

## Символіка
Затверджена 7 жовтня 2015 року рішенням № 2 LV сесії сільської ради VI скликання.

### Герб
На лазуровому щиті з золотим вкороченим вістрям золота корона. Щит вписаний в золотий декоративний картуш і увінчаний золотою сільською короною. Внизу картуша напис «ДІДОВА ГОРА».
Золотий трикутник — символ назви села («гора»). Корона — символ того, що Дідова Гора була чеським поселенням.

### Прапор
Квадратне синє полотнище, від нижніх кутів до третини відходить жовтий трикутник, над яким жовта корона.

## Галерея

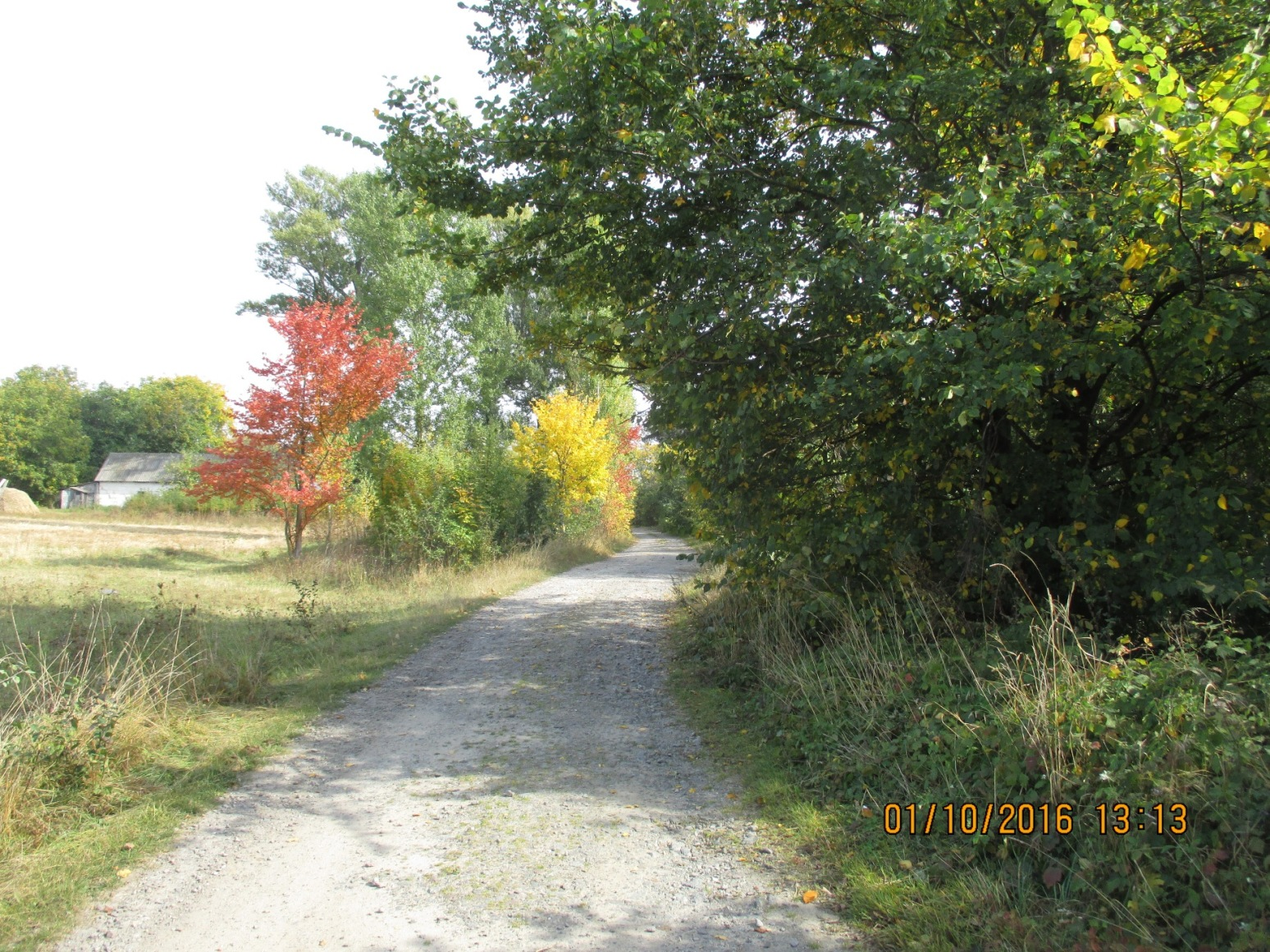
В'їзд в село зі сторони села Мощаниця
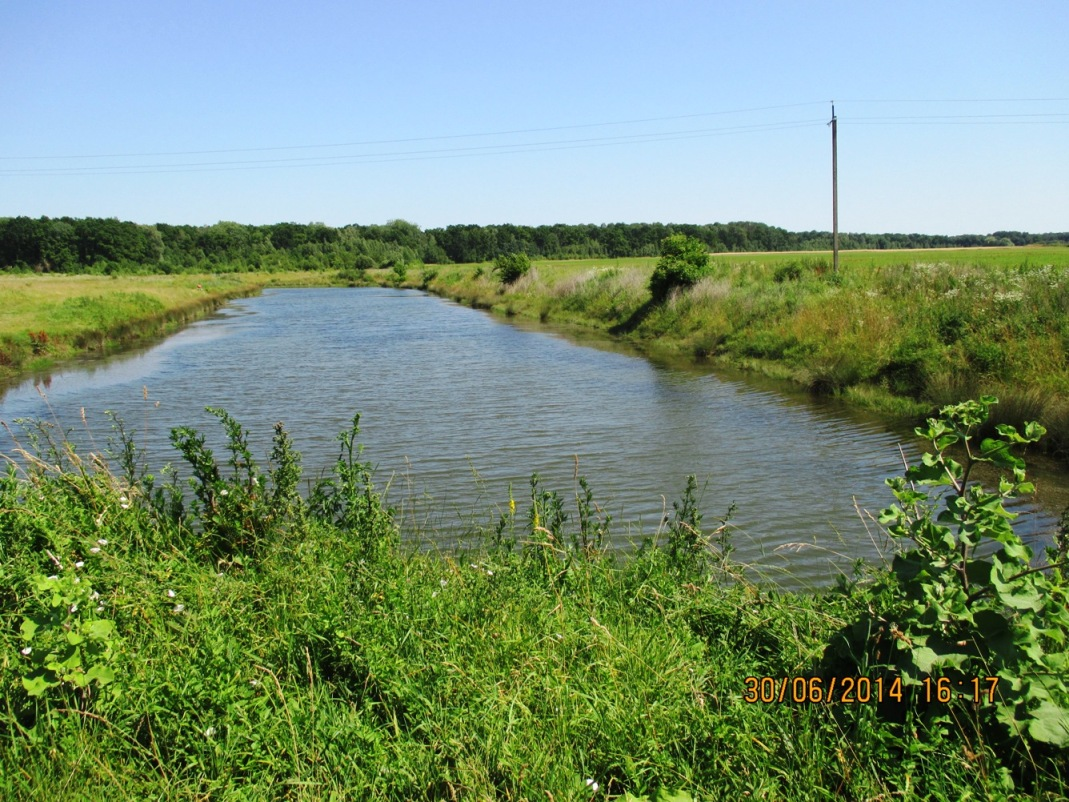
Став на північній околиці села
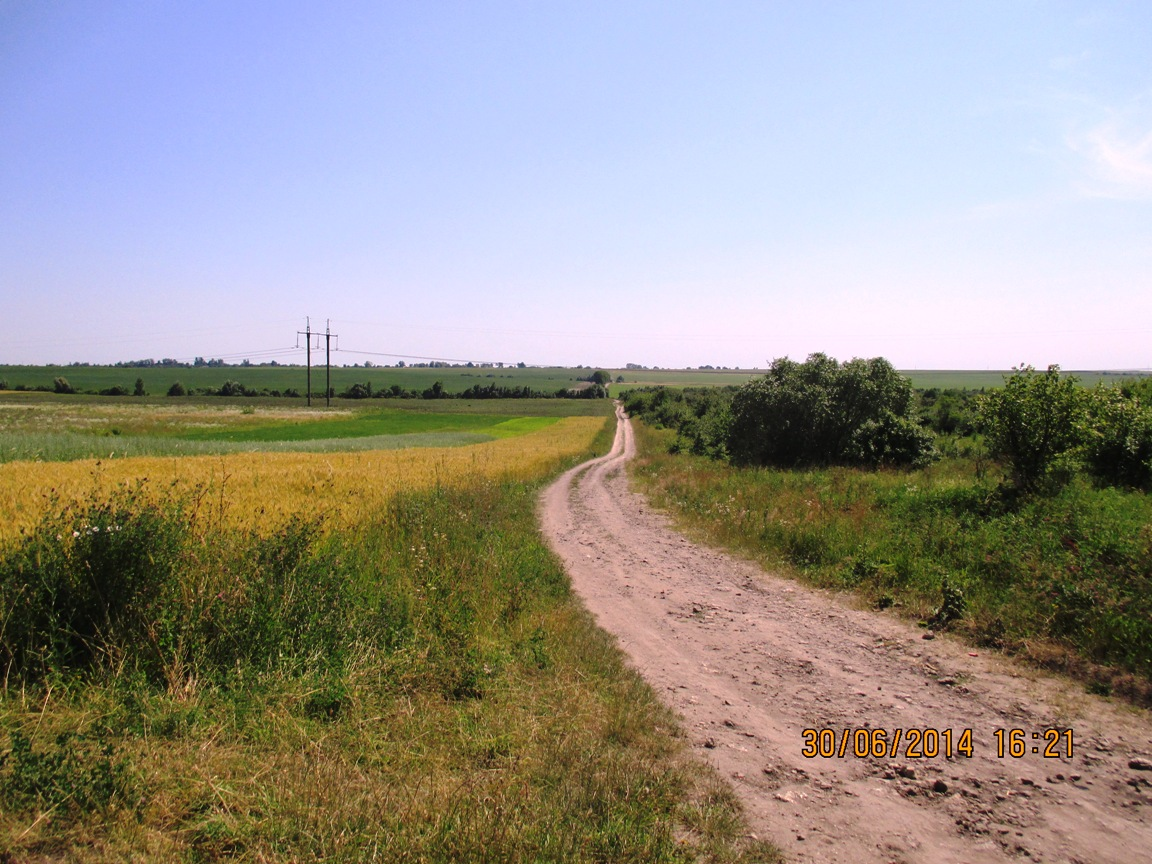
Дорога до села зі сторони с. Новий Кривин
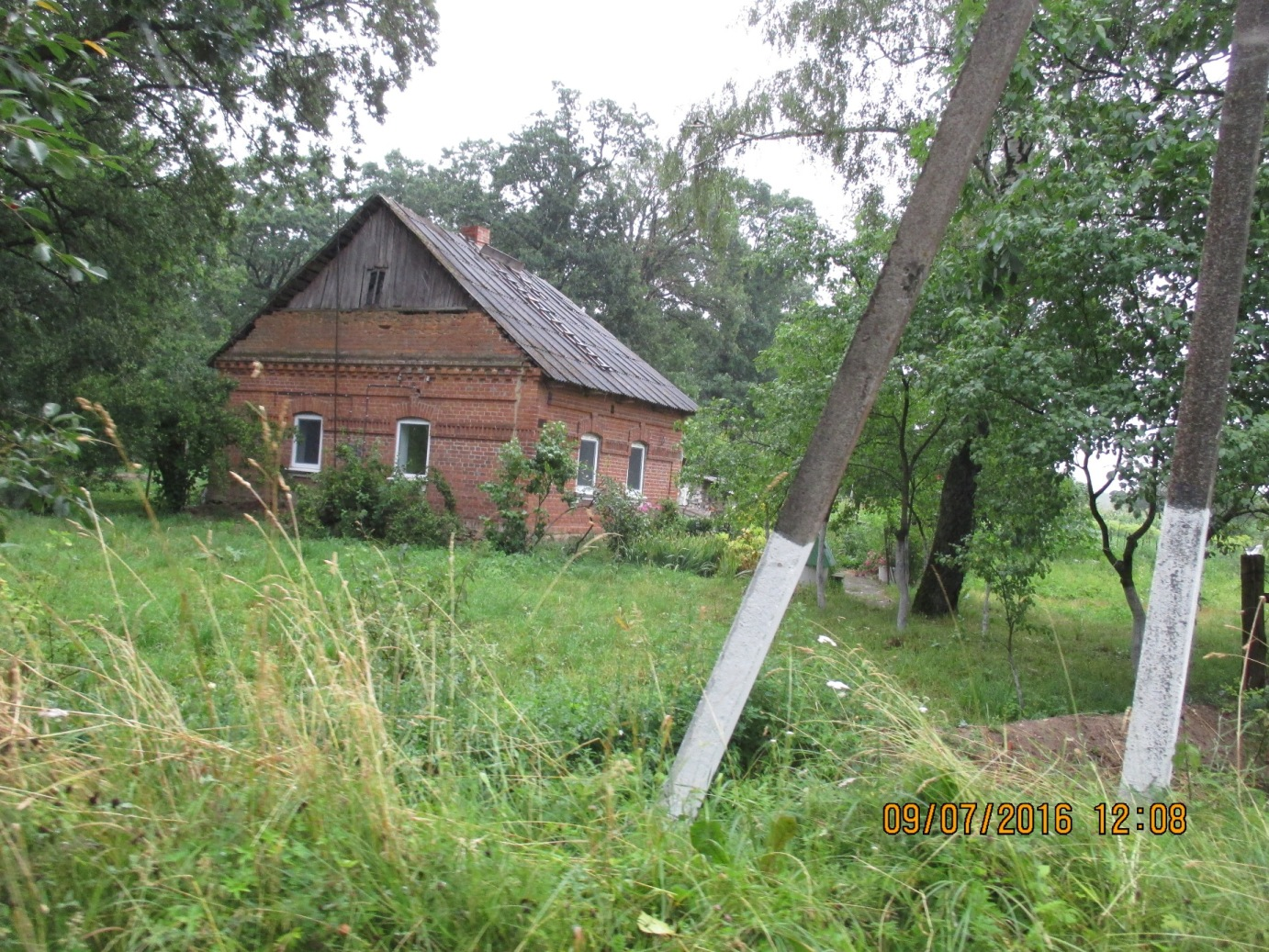
Сільська хата
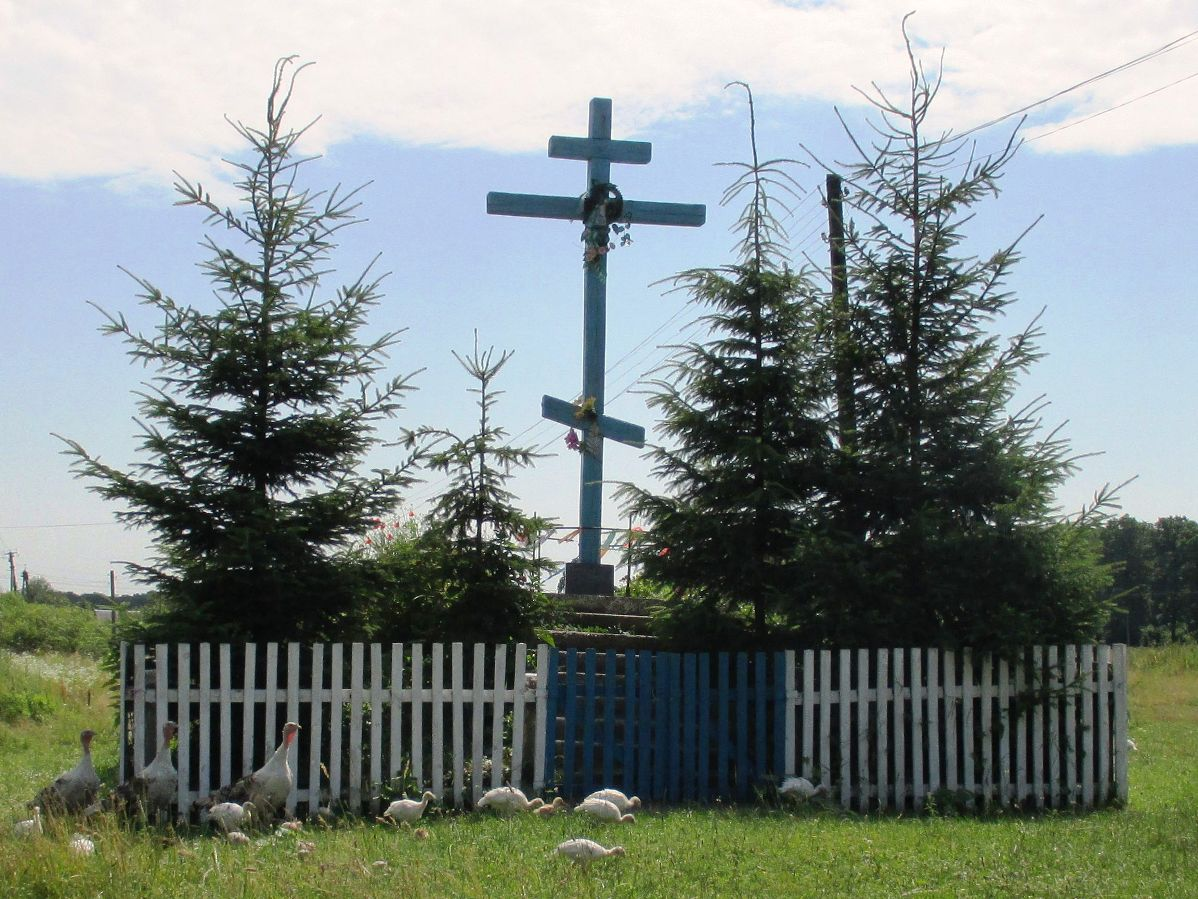
Хрест на перехресті доріг (центр села)
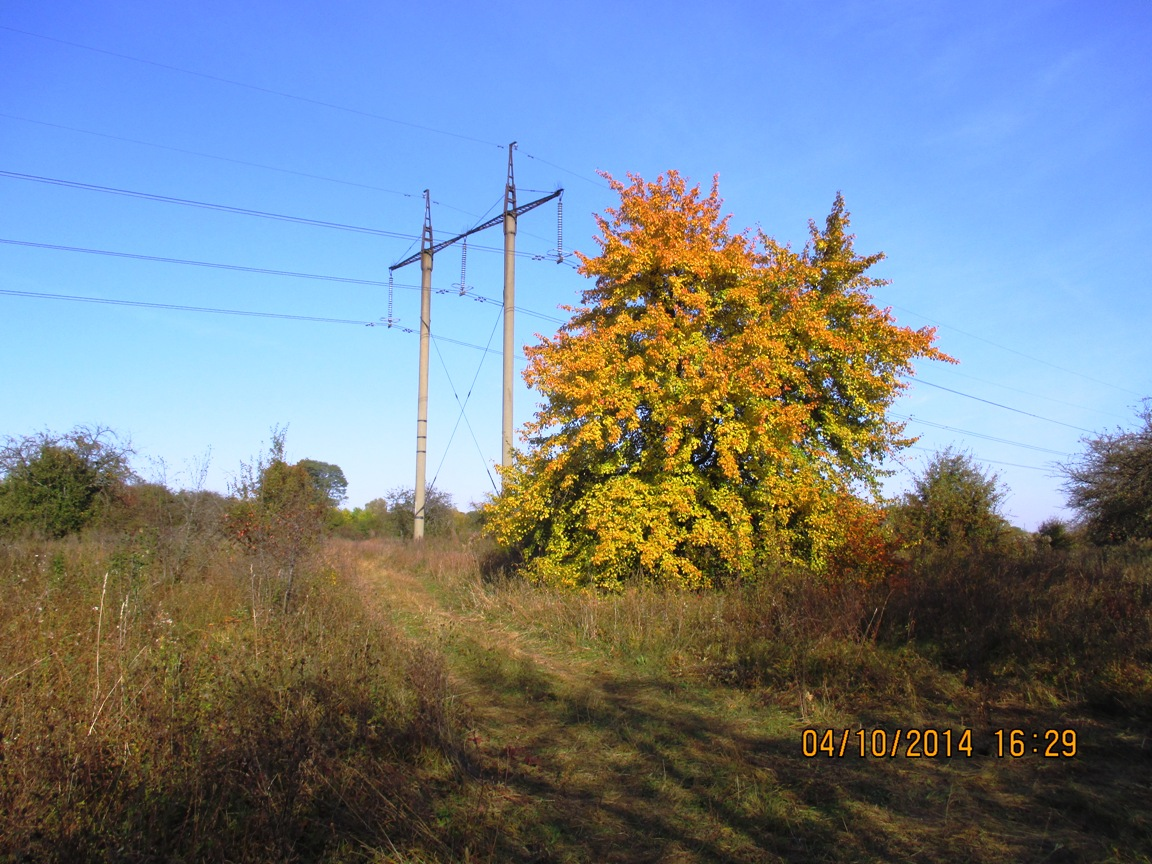
Колгоспний сад
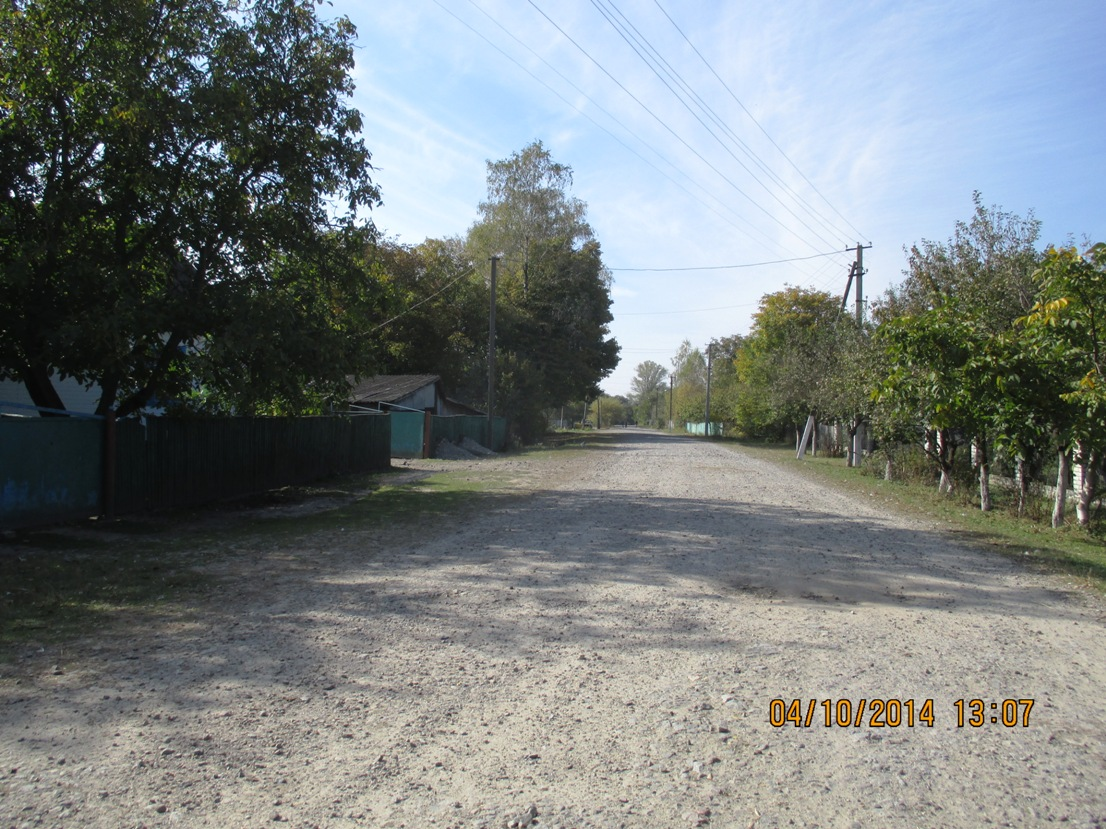
Сільська вулиця
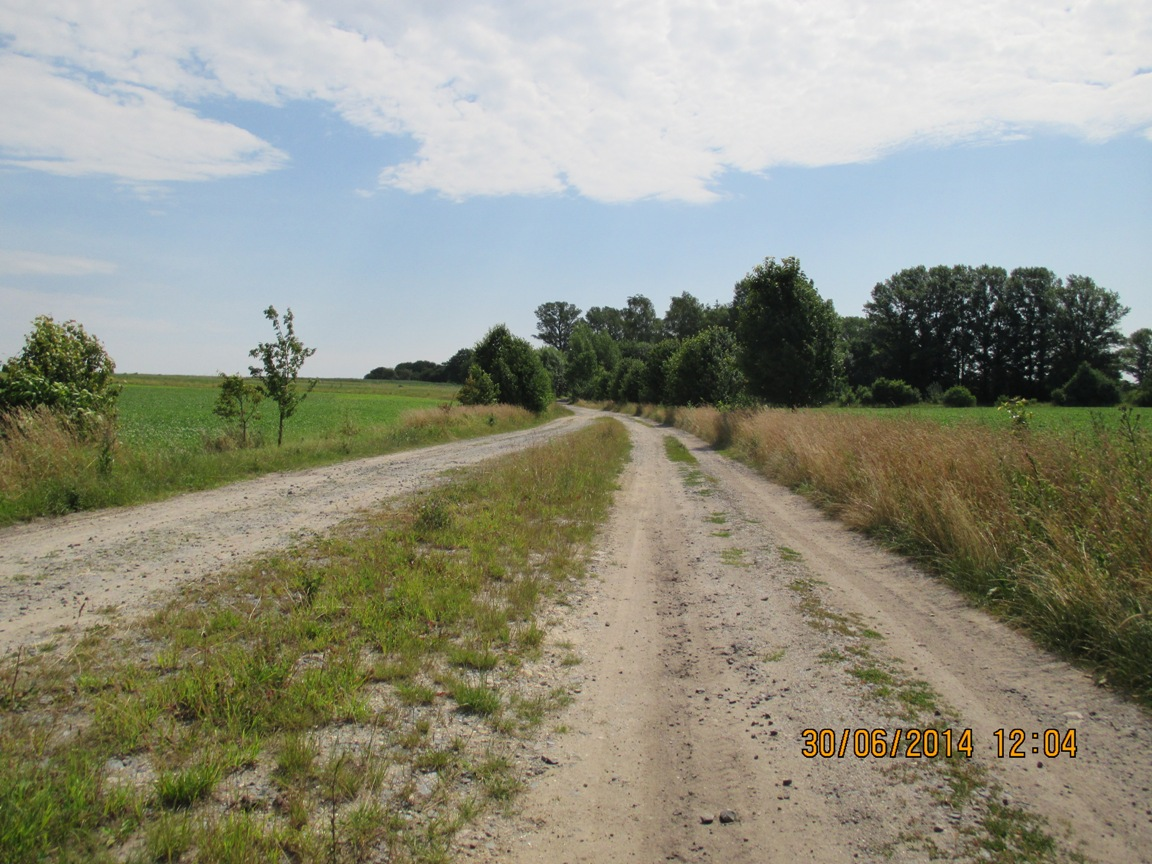
Дорога до села (західна сторора)